# Esquibien
Esquibien è un comune francese soppresso e frazione del dipartimento dell'Finistère nella regione della Bretagna. Dal 1º gennaio 2016 si è fuso con il comune di Audierne.

## Società

### Evoluzione demografica
Abitanti censiti